# Déjà Vu (Software)
Déjà Vu ist ein Übersetzungstool (CAT), das über eine eigene Programmoberfläche verfügt und datenbankgestützte Übersetzungen ermöglicht.
Entwickler des Programms ist das Unternehmen Atril mit aktuellem Sitz in Paris.

## Geschichte
Die erste Version von Déjà Vu wurde 1993 veröffentlicht und basierte auf einer Word-Oberfläche. 1996 wurde diese Funktionsweise zugunsten einer eigenen Programmoberfläche verworfen.
Anfang der 2000er Jahre wurde Déjà Vu als stärkster Konkurrent zu Trados angesehen. Im Jahr 2004 verstarb der Entwickler Emilio Benito, der als treibende Kraft hinter diesem Programm angesehen wurde.
Die letzte aktuelle Vollversion X3 9.0 wurde im Februar 2014 veröffentlicht (Stand: April 2019).

## Versionen
Das Programm wird stets weiterentwickelt. Bei der vorherigen Version, Déjà Vu X2, wurden insgesamt 12 kostenlose Aktualisierungen mit neuen Funktionen und Nachbesserungen herausgebracht. Die aktuelle Programmversion ist Déjà Vu X3 9.0.765.

## Unterstützte Dateiformate
Déjà Vu kann unter anderem folgende Formate verarbeiten: Microsoft-Office-Dateien (Word, Excel, Powerpoint – auch mit eingebetteten Objekten – und Access), OpenOffice, OpenDocument, FrameMaker (MIF), PageMaker, QuarkXPress, InDesign (TXT, ITD, INX, IDML), QuickSilver/Interleaf ASCII, HTML, XML, RC, C/Java/C++, Trados Workbench, Trados BIF, Trados TagEditor, TMX, XLIFF (XLF, XLIF, XLIFF, MQXLIFF, segmentierte und unsegmentierte SDLXLIFF), Visio (VDX), PDF, Transit NXT PPF und WordFast Pro TXML.